# Rudolf von Rabatta

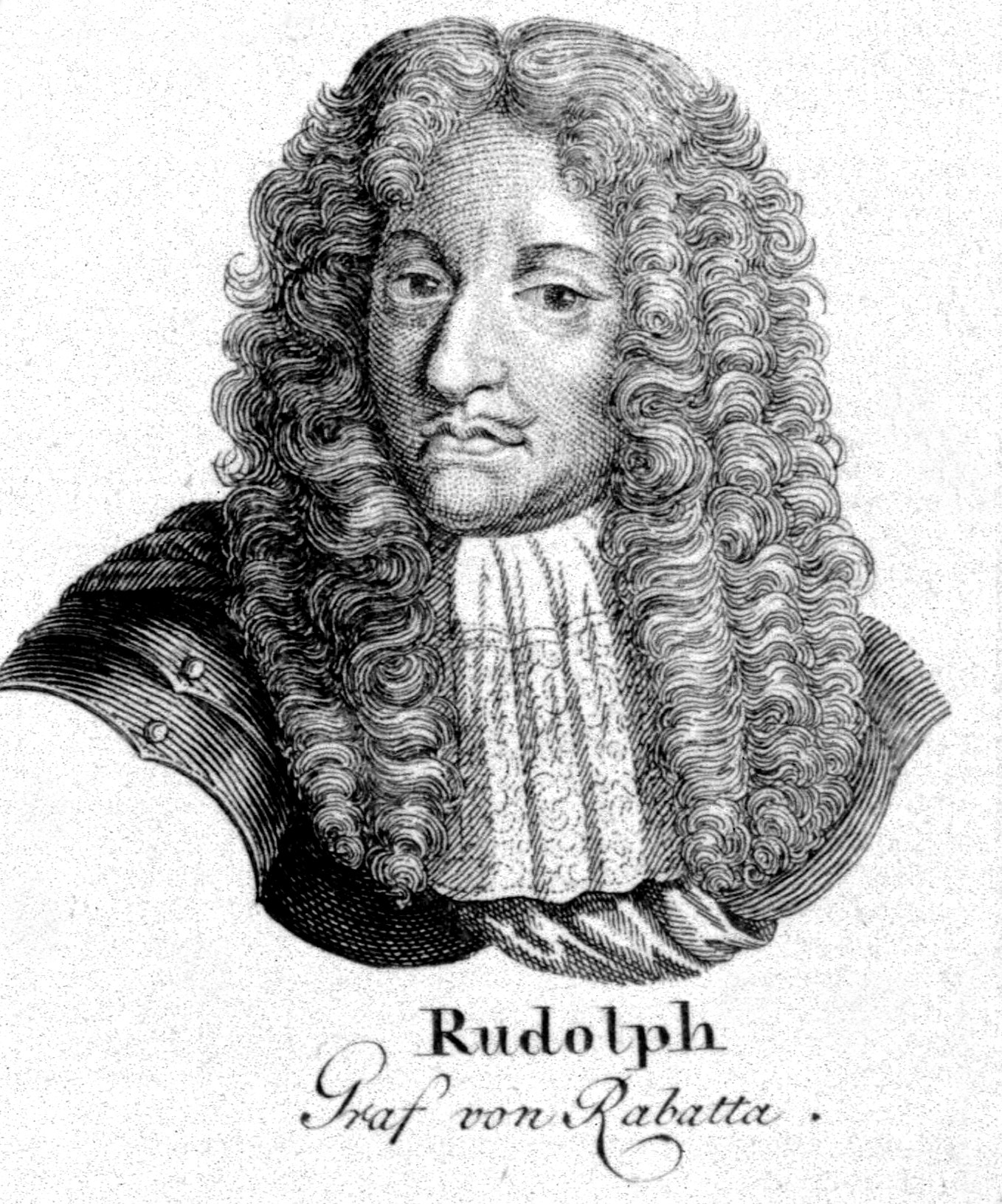
Rudolph Graf von Rabatta

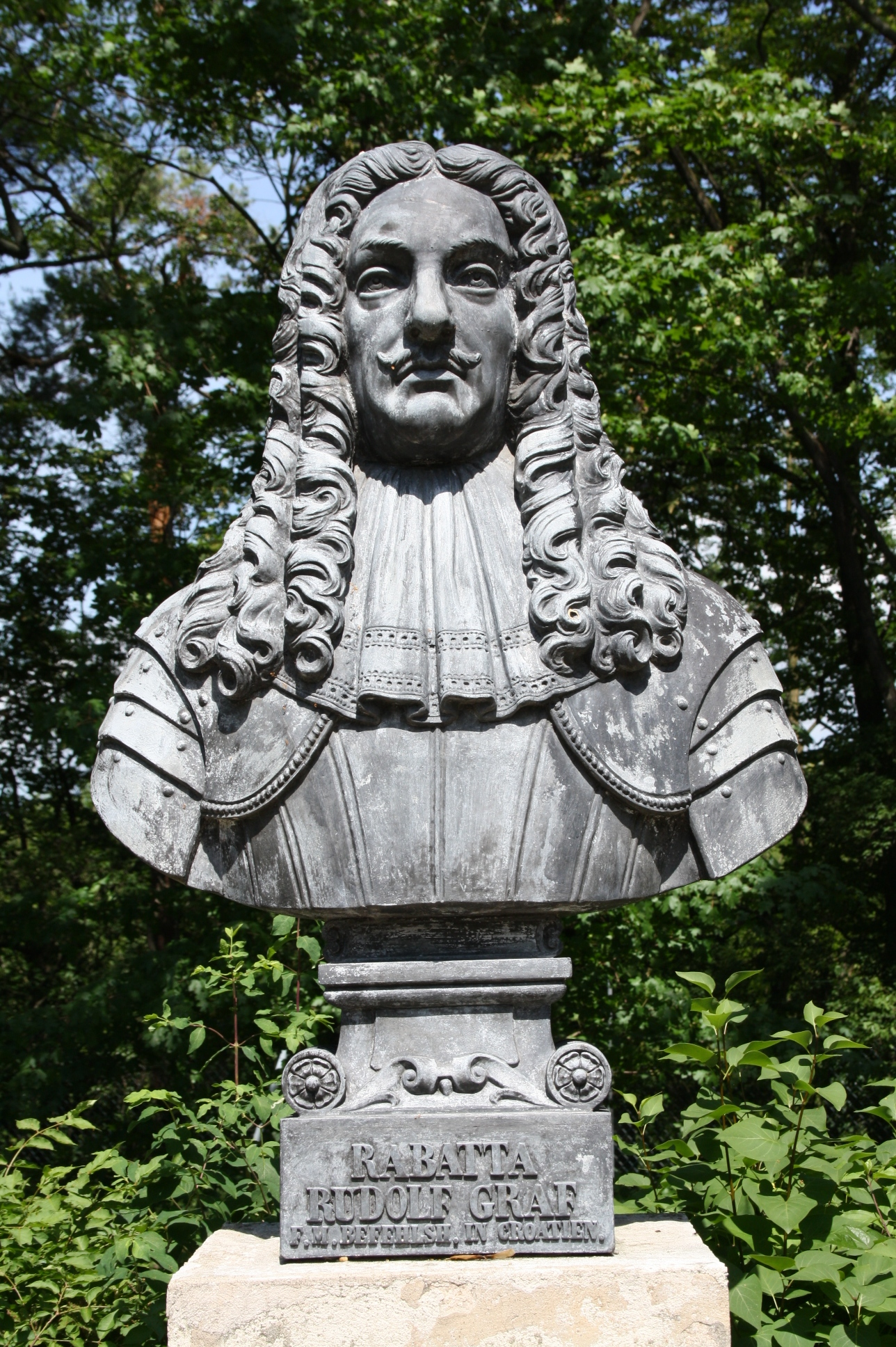
Büste Rudolf Graf Rabatta Gedenkstätte Heldenberg

Michael Rudolf Graf von Rabatta, Freiherr zu Dorenberg und Herr zu Canal (* Görz; getauft 4. Februar 1636; † 1688 in Pressburg) war ein kaiserlicher Feldmarschall.

## Leben

### Herkunft und Familie
Rabatta stammte aus einem krainischen Adelsgeschlecht. Er war ein Sohn des kaiserlichen Kämmerers und Statthalters in Gradiska Anton von Rabatta (1590–1650) und der Felizitas, geborene von Colloredo (1595–1650).
Er war mit Petronella von Heister, einer Tochter des Vizepräsidenten am kaiserlichen Hofkriegsrat Gottfried von Heister (1609–1679) und der Maria Anna, geborene von Virmond vermählt. Feldmarschall Sigbert von Heister (1646–1718) war sein Schwager. Aus der Ehe ging der Sohn Rudolf Wenzel von Rabatta hervor, der als kaiserlicher Rittmeister am 11. September 1697 vor Zenta blieb.

### Werdegang
Rabatta gehörte seit 4. Dezember 1666 dem Landstand in Böhmen, Mähren und Schlesien an. Er bestritt eine Offizierslaufbahn in der kaiserlichen Armee und war seit dem 1. Juni 1669 als Oberst auch Inhaber eines Kürassierregiments. Im Kriege gegen Frankreich rückte Rabatta im Oktober 1673 am linken Rheinufer gegen Koblenz vor und avancierte am 26. August 1674 zum Generalfeldwachtmeister. Nachdem er im April 1675 an den Beratungen über die Kriegsoperationen in Frankfurt am Main teilgenommen hatte, bezog er im Juli selben Jahres mit zwei Kavallerieregimentern an der Rench Stellung. Am 30. Oktober 1681 erhielt er seine Beförderung zum Feldmarschallleutnant.
Im Großen Türkenkrieg erhielt er von Hermann von Baden die Order, Kaschau mit seinem Korps zu entsetzen. Im April 1683 befand er sich beim rechten Flügel der Hauptarmee des Prinzen von Lothringen. Rabatta nahm am 7. Mai diese Jahres an den Kriegsberatungen im Hauptquartier in Kittsee teil, stand am 1. Juni vor Gran, bestand Anfang Juli ein Gefecht östlich von Wieselburg mit den Tataren und bezog am 7. Juli Stellung bei Regelsbrunn und Petronell. Beim Entsatz von Wien kämpfte er auf dem rechten Flügel unter Johann III. Sobieski. Seine Aufstieg zum General der Kavallerie erfolgte am 26. November 1683. Nach dieser Beförderung übernahm er im Dezember das Kommando zwischen Trentschin und Eperies.  
1684 wurde er krankheitsbedingt beurlaubt und zog sich vorübergehend auf seine mährischen Güter Nettin, Kochanow, Zhorz Straneczka und Neu Zhorz zurück. Bereits im September stand Rabatta wieder bei der Armee in Oberungarn. Er war im Januar 1685 in Preßburg und seit dem 25. Januar in Leutschau stationiert; am 16. August lieferte er ein Treffen bei Gran. Ebenfalls im Jahr 1685 wurde er zum Generalkriegskommissar ernannt und avancierte schließlich am 25. Januar 1687 zum Feldmarschall der Kaiserlichen Armee. Am 25. Mai wurde er Gouverneur von Ofen. 
Rabatta war auch k. k. Kämmerer und Hofkriegsrat. Zu seinem Geburts- und Sterbejahr gibt es abweichende Angaben. 1689 wird er als verstorben angeführt.